# Adhruh
Adhrūḥ (in arabo ﺍﺫﺭﺡ‎?) era una località dell'attuale Giordania, situata tra Maʿn e Petra. In questo luogo nel 659 si sarebbero riuniti secondo fonti tradizionali islamiche gli arbitri designati dal califfo ʿAlī ibn Abī Ṭālib e dal governatore della Siria Muʿāwiya ibn Abī Sufyān per dirimere la controversia insorta in merito all'uccisione del califfo ʿUthmān ibn ʿAffān, parente di Mu'āwiya.
La mancata approfondita indagine di ʿAlī fu con ogni probabilità presa a pretesto da Muʿāwiya per contestare la regolarità dell'elezione di ʿAlī e rifiutare di ubbidire all'ordine di rimozione dalla sua carica decretato dal nuovo califfo.

La battaglia di Ṣiffīn aveva portato a una tregua fra i contendenti per dar luogo appunto a un arbitrato che chiarisse l'intera vicenda.
Era evidente infatti che, se si fosse stabilito che ʿUthmān era stato ucciso per motivi legati alla cattiva gestione del califfato (nepotismo, mancanza di retto governo, corruzione. innovazione perniciosa in materia di fede), la sua morte sarebbe stata in qualche modo giustificata. Se invece la morte del califfo fosse stata giudicata come un esecrabile e immotivato assassinio, le conseguenze sarebbero state quelle previste dal Corano ed esemplificate dalla formula biblica dell'"occhio per occhio, dente per dente" (ʿayn bi-l-ʿayn, sinn bi-l-sinn).
Si discute ancora se l'arbitrato sia avvenuto ad Adhrūh oppure a Dūmat al-Jandal o se vi siano stati due distinti arbitrati all'interno di quel tentativo di trovare un accordo.
Secondo alcune fonti i due arbitri - Abū Mūsà al-Ashʿarī per ʿAlī e ʿAmr ibn al-ʿĀṣ per Muʿāwiya - si incontrarono dapprima a Dūmat al-Jandal nel 658 e decisero che ʿUthmān era stato ingiustamente ucciso. Secondo certe informazioni, subito dopo le truppe del governatore siriano avrebbero acclamato califfo il loro comandante.

Ad Adhrūh Abū Mūsà sarebbe caduto in un ennesimo tranello di ʿAmr: cosa che non appare del tutto probabile e credibile. I due avrebbero deciso infatti di raccomandare che si svolgesse una nuova elezione califfale, meno irrituale di quella che aveva innalzato al califfato ʿAlī, tale comunque da poter essere accetta e convalidata da tutti i musulmani della Umma.

Entrambi gli arbitri si sarebbero accordati per dichiarare i due contendenti decaduti dai propri titoli. Per primo avrebbe ingenuamente ottemperato all'accordo Abū Mūsà, dichiarando non più califfo ʿAlī, mentre ʿAmr si sarebbe rifiutato di fare poi la sua parte.
La vicenda è davvero difficile da accettare, prima di tutto perché Abū Mūsà non era poi così ingenuo come dipinto e poi perché ʿAlī era comunque stato eletto califfo, mentre l'acclamazione a califfo decisa più o meno autonomamente dagli uomini di Muʿāwiya al loro capo era del tutto indifendibile da un punto di vista legale.
Comunque le cose siano andate, sta di fatto che l'arbitrato si concluse senza alcun accordo fra le parti. Il califfo decise di armare al più presto un esercito per sconfiggere definitivamente il governatore da lui deposto ribelle agli ordini dell'autorità costituita (e per ciò stesso degno di morte agli occhi della Legge coranica).

Prima dello scontro decisivo ʿAlī ritenne necessario sbarazzarsi dei Kharigiti per evitare di essere preso fra due fuochi. A Nahrawàn il suo massacro di kharigiti avvenne senza problemi ma con quell'atto si compì anche il destino del califfo, di lì a poco assassinato da un kharigita alla ricerca della vendetta propria e di quella del suo gruppo.